# Volley Noventa
Il Volley Noventa, già Centro Sportivo Noventa, Noventa Volley e Noventa Volley Girls, è una società pallavolistica femminile italiana con sede a Noventa Vicentina.
Tra il 1981 e il 1991 ha preso parte a nove edizioni non consecutive della massima serie del campionato italiano di pallavolo femminile.
Milita in Serie B1.

## Storia
Fondata nel 1970 con il nome di Centro Sportivo Noventa, nel 1977, viene promosso in Serie B. La stagione successiva, arriva la promozione in Serie A2 e dopo tre anni quella in Serie A1. Dal 1981 al 1987 gioca, sei campionati di massima serie prima di retrocedere in Serie A2. Ottenuta subito la promozione, gioca altri tre campionati in massima serie, prima di retrocedere nuovamente. Segue una lunga crisi, che porterà la società a giocare nelle serie inferiori, causa anche la cessione, nel 1992, del titolo sportivo alla Vicenza Volley, della fusione, nel 1998, con il Centro Sportivo Fogazzaro, e della cessione dei diritti della Serie B2 alla Beng Rovigo Volley nel 2010.